# Camazepam
Camazepam  là một loại thuốc tâm thần có hoạt chất benzodiazepine, được bán trên thị trường dưới tên thương hiệu Albego, Limpidon và Paxor. Nó là ester dimethyl carbamate của temazepam, một chất chuyển hóa của diazepam. Trong khi nó có tính chất giải lo âu, thuốc chống co giật, thuốc giãn cơ xương và tính chất thôi miên  nó khác với các loại thuốc benzodiazepin khác ở chỗ các đặc tính giải lo âu của nó đặc biệt nổi bật nhưng có đặc tính chống co giật, thôi miên và cơ xương.

## Dược lý
Camazepam, giống như các loại thuốc benzodiazepin khác, tạo ra nhiều tác dụng điều trị và tác dụng phụ bằng cách liên kết với vị trí thụ thể của benzodiazepine trên thụ thể GABA A và điều chỉnh chức năng của thụ thể GABA, thụ thể ức chế tăng sinh nhất trong não. Hệ thống hóa chất và thụ thể GABA làm trung gian tác dụng ức chế hoặc làm dịu của camazepam đối với hệ thần kinh. So với các thuốc benzodiazepin khác, nó đã làm giảm tác dụng phụ như suy giảm nhận thức, thời gian phản ứng và phối hợp, làm cho nó phù hợp nhất với tác dụng giải lo âu vì các tác dụng phụ giảm này. Các nghiên cứu trên động vật đã cho thấy camazepam và các chất chuyển hóa hoạt động của nó có đặc tính chống co giật. Không giống như các loại thuốc benzodiazepin khác, nó không phá vỡ các kiểu ngủ bình thường. Camazepam đã được chứng minh trong các thí nghiệm trên động vật có ái lực rất thấp đối với các thụ thể của benzodiazepine so với các loại thuốc benzodiazepin khác. So với temazepam, camazepam đã cho thấy các đặc tính giải lo âu gần bằng nhau, và các đặc tính chống co giật, an thần và suy giảm vận động ít hơn.

## Dược động học
Sau khi uống, camazepam gần như được hấp thụ hoàn toàn vào máu, với 90% sinh khả dụng đạt được ở người. Trong camazepam ở người được chuyển hóa thành temazepam chuyển hóa hoạt động. Các nghiên cứu trên chó đã chỉ ra rằng thời gian bán hủy của giai đoạn loại bỏ giai đoạn cuối dao động từ 6,4 đến 10,5 giờ.

## Sử dụng trong y tế
Camazepam được chỉ định để điều trị mất ngủ và lo lắng ngắn hạn. Cũng như các thuốc benzodiazepin khác, việc sử dụng nó nên được dành riêng cho những bệnh nhân bị rối loạn giấc ngủ nghiêm trọng, vô hiệu hóa hoặc gây ra đau khổ rõ rệt.

## Tác dụng phụ
Với liều cao hơn, chẳng hạn như 40 mg camazepam, suy yếu tương tự như những nguyên nhân gây ra bởi các loại thuốc benzodiazepin khác biểu hiện là rối loạn giấc ngủ và suy giảm khả năng nhận thức. Tuy nhiên, rối loạn da đã được báo cáo khi sử dụng camazepam. Một nghiên cứu đã chỉ ra rằng camazepam có thể làm tăng sự chú ý.

## Chống chỉ định
Sử dụng camazepam chống chỉ định ở những đối tượng đã biết quá mẫn cảm với thuốc hoặc dị ứng với các thuốc khác trong nhóm thuốc benzodiazepine hoặc bất kỳ tá dược nào có trong dạng dược phẩm. Sử dụng camazepam nên tránh hoặc theo dõi cẩn thận bởi các chuyên gia y tế ở những người mắc các bệnh sau: nhược cơ, thiếu gan nặng (ví dụ như xơ gan), ngưng thở khi ngủ nặng, suy hô hấp trước đó hoặc suy phổi mạn tính.